# أوي تيم
أوي تيم (بالألمانية: Uwe Timm) (و. 1940  م) هو كاتب، وكاتب سيناريو، وروائي، وكاتب سير ذاتية، وشاعر، وكاتب للأطفال ألماني، ولد في هامبورغ، هو عضوٌ في الحزب الشيوعي الألماني.

## التعليم
تعلم في جامعة لودفيغ ماكسيميليان في ميونخ.

## جوائز
حصل على جوائز منها:
- Straelen Translator’s Prize provided by Kunststiftung NRW  [لغات أخرى]‏ (2015)
- ميدالية كارل تسوكماير [الإنجليزية]‏ (2011)
- جائزة هاينريش بول (2008)
- جائزة يعقوب واسرمان [الإنجليزية]‏ (2006)
- Poetik-Professur an der Universität Bamberg [الإنجليزية]‏ (2005)
- جائزة شوبارت [الإنجليزية]‏ (2002)
- جائزة كاتب بلدة بيرغن [الإنجليزية]‏ (2002)
- جائزة الآداب من الأكاديمية البافارية للفنون الجميلة [الإنجليزية]‏ (2001)
- جائزة الطوقان [الإنجليزية]‏ (2001)
- جائزة الأدب لمدينة ميونيخ [الإنجليزية]‏ (1989).

## وصلات خارجية
- أوي تيم على موقع IMDb (الإنجليزية)
- أوي تيم على موقع مونزينجر (الألمانية)
- أوي تيم على موقع ألو سيني (الفرنسية)
- أوي تيم على موقع ميوزك برينز (الإنجليزية)
- أوي تيم على موقع أول موفي (الإنجليزية)
- أوي تيم على موقع قاعدة بيانات الفيلم (الإنجليزية)
- أوي تيم على موقع كينوبويسك (الروسية)